# Karl-Heinz Körbel
Karl-Heinz Körbel (ur. 1 grudnia 1954 w Dossenheim – niemiecki piłkarz występujący na pozycji obrońcy. Po zakończeniu kariery był także trenerem.

## Kariera klubowa
Körbel jest wychowankiem amatorskiego FC Dossenheim. W 1972 roku podpisał kontrakt z pierwszoligowym Eintrachtem Frankfurt. W Bundeslidze zadebiutował 14 października 1972 w wygranym 2:1 meczu z Bayernem Monachium. W sezonie 1972/1973 pełnił rolę rezerwowego i rozegrał w sumie osiemnaście ligowych spotkań. Od początku sezonu 1973/1974 stał się podstawowym graczem Eintrachtu. 31 sierpnia 1974 w zremisowanym 1:1 spotkaniu z VfL Bochum Körbel strzelił pierwszego gola w trakcie gry w lidze niemieckiej. W 1974 roku zdobył z klubem Puchar Niemiec. Rok później jego klub ponownie sięgnął po to trofeum. W 1980 roku wygrał rozgrywki Pucharu Zdobywców Pucharów. W 1981 roku Körbel po raz trzeci wygrał z Eintrachtem rozgrywki Pucharu Niemiec, a w 1988 roku zwyciężył w nich z klubem po raz czwarty. W Eintrachcie grał do 1991 roku. W sumie spędził tam 19 lat. W tym czasie rozegrał 602 spotkania i zdobył 45 bramek. Obecnie Körbel pozostaje rekordzistą pod względem liczby występów w Bundeslidze.

## Kariera reprezentacyjna
Körbel jest byłym reprezentantem Niemiec. W drużynie narodowej zadebiutował 22 grudnia 1974 w wygranym 1:0 meczu eliminacji Mistrzostw Europy 1976 z Maltą. W reprezentacji grał w latach 1974–1975. Przez ten czas w kadrze zagrał sześć razy.

## Kariera trenerska
Po zakończeniu kariery Körbel został trenerem. Jego pierwszym klubem był Eintracht Frankfurt, który trenował w sezonie 1993/1994. Wówczas rozgrywki Bundesligi zakończył z klubem na piątym miejscu. Po zakończeniu sezonu przestał być szkoleniowcem Eintrachtu. W kwietniu 1995 powrócił do trenowania Eintrachtu. Pracował tam do marca 1996, kiedy to został zwolniony z powodu słabych wyników osiąganych przez zespół. Później był jeszcze trenerem VfB Lübeck (1996–1997) oraz FSV Zwickau (1997–1998). Potem powrócił do Eintrachtu, gdzie pracował jako skaut, a obecnie jest tam trenerem juniorów.